# Tiziana Alagia
Tiziana Alagia (* 8. März 1973 in Lagonegro, Provinz Potenza, Italien) ist eine italienische Marathonläuferin.
2000 gewann sie den Cesano-Boscone-Marathon und den Florenz-Marathon. Im Jahr darauf siegte sie bei Roma – Ostia und beim Turin-Marathon und kam bei den Leichtathletik-Weltmeisterschaften in Edmonton auf den 21. Platz.
2002 gewann sie die Maratona del Salento und wurde als Gesamtsiegerin der Maratona d’Italia italienische Meisterin, im Jahr darauf wurde sie Dritte in Florenz. 2004 folgten Siege beim Piacenza-Marathon, bei der Stramilano und der Maratona di Sant’Antonio und ein sechster Platz beim Berlin-Marathon.
2005 wurde sie Zweite beim Rom-Marathon, 2006 gewann sie in Piacenza und wurde Sechste beim Vienna City Marathon.
Tiziana Alagia ist 1,71 Meter groß und wiegt 54 kg. Sie wird von Luciano Gigliotti trainiert und startet für Co-Ver Sportiva Mapei.

## Persönliche Bestzeiten
- 10.000 m: 34:53,43 min, 27. Mai 2001, Camaiore
- Halbmarathon: 1:11:29 h, 25. Februar 2001, Ostia
- Marathon: 2:27:54 h, 1. April 2001, Turin